# Hey Whatever
Hey Whatever är en singel av pojkbandet Westlife som släpptes den 15 september 2003 av skivbolaget Sony BMG och är gruppens femtonde officiella singel. Låten medverkade på Westlifes album Turnaround som släpptes ett par månader efter singeln. Låten är en cover av bandet Relish låt "Rainbow Zephyr" med något ändrad text och ny titel. Singeln nådde som bäst fjärde plats på UK Singles Chart.

## Låtlista
1. Hey Whatever
2. I Wont Let You Down
3. Hey Whatever (Video)